# Archaeoglobus
Archaeoglobus é um género de microorganismos hipertermófilos do domínio Archaea. É composto por duas espécies, A. fulgidus e A. profundus que foram isoladas de fontes hidrotermais. Archaeoglobus pode-se também encontrar em jazidas de petróleo a alta temperatura onde pode contribuir para a decomposição do petróleo. O crescimento óptimo destes organismos dá-se a aproximadamente 83 °C.
Metabolicamente, Archaeoglobus é uma archaea reducora de sulfato (a sulfeto), acoplando esta redução à oxidação de diversas fontes orgânicas de carbono, incluindo polímeros complexos. Também pode viver quimiolitoautotroficamente unindo a oxidação de tiossulfato à redução do gás hidrogénio. Archaeoglobus é dos únicos organismos capazes da redução do sulfato, com a excepção das tradicionais bactérias redutoras de sulfato.
Intrigantemente, a sequenciação completa do genoma de A. fulgidus (Klenk, 1997) revelou a presença de um sistema quase completo de genes para a metanogénese. A função de estes genes em A. fulgidus é ainda desconhecida, ainda que a carência da enzima metil-CoM reductase no permita que a metanogénese ocorra por um mecanismo similar ao encontrado em outros metanogénicos.